# Sant Miquel de Vilandeny
Sant Miquel de Vilandeny és una església romànica al centre del petit nucli rural de Vilandeny al municipi de Navès, a la comarca del Solsonès. Està inclosa a l'Inventari del Patrimoni Arquitectònic de Catalunya.

## Descripció
És un edifici modificat, d'una sola nau i absis semicircular.

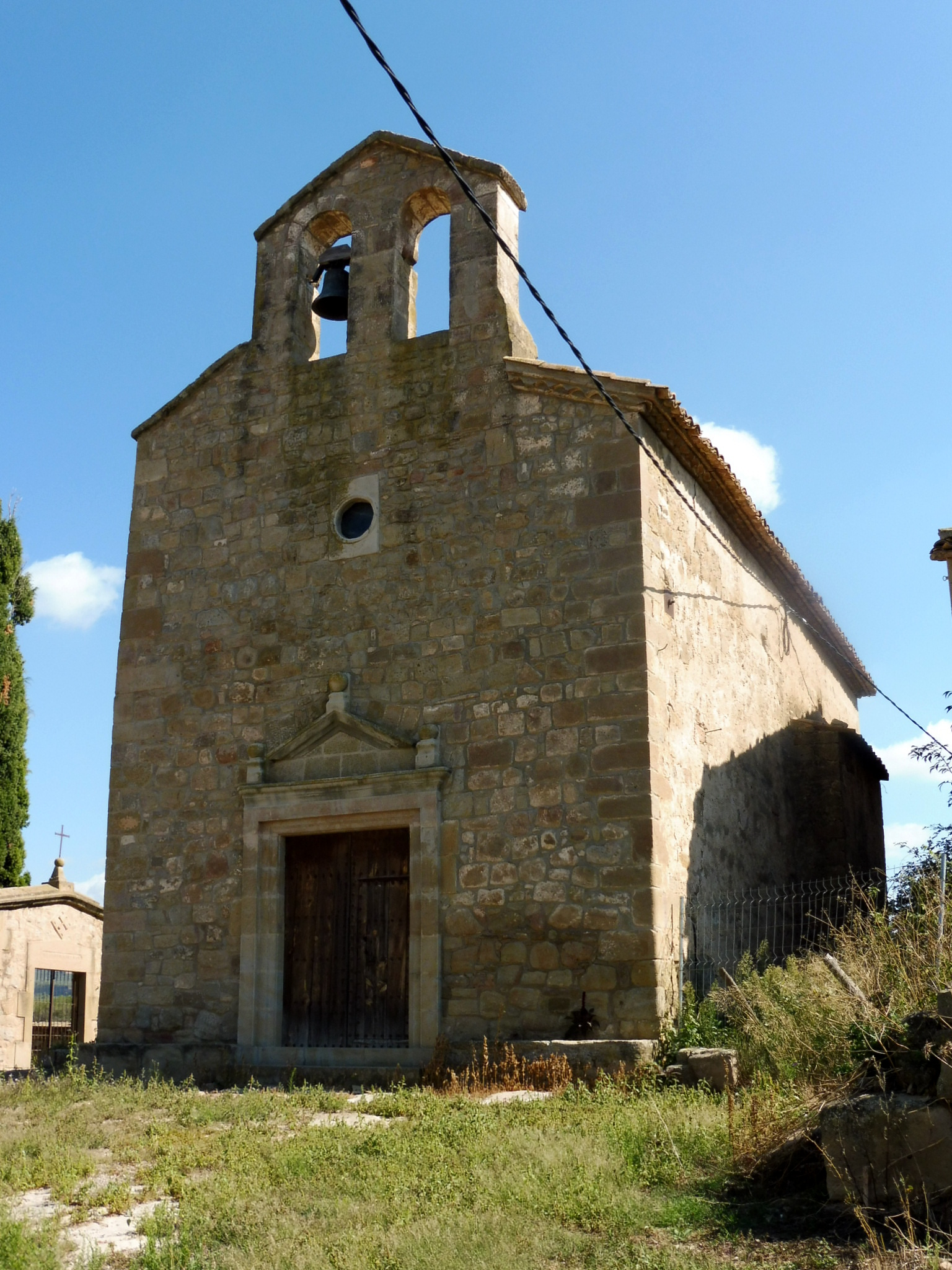
Frontis

 Les mides de l'actual construcció són de 6,90 × 16 m, ja que la nau va ser ampliada pel cantó de migjorn, la qual cosa ha fet que l'absis quedés descentrat. La nau té coberta de canó no romànica i arc presbiteral de mig punt. L'absis presenta finestra de dues esqueixades i arc de mig punt monolític. Conserva, de l'època romànica, l'absis i part del mur nord. La porta del frontis, de llinda decorada i amb frontó, és barroca. Al capdamunt s'alça un campanar d'espadanya de dues obertures. El parament és de carreus treballats a punta, de mides diferents, en fileres. Ha sigut restaurada a la fi del segle xx.

## Història
Església no esmentada a l'Acta de Consagració i Dotació de la Catedral d'Urgell de l'any 839. Pertany a l'antiga sufragània de Pegueroles.